# Rachel, Rachel
Rachel, Rachel je americký dramatický film z roku 1968, který produkoval a režíroval Paul Newman, v hlavní roli se svou manželkou Joanne Woodwardovou a spolu s Estelle Parsonsovou a Jamesem Olsonem. Scénář, který napsal Stewart Stern podle románu A Jest of God kanadské autorky Margaret Laurence z roku 1966, pojednává o učitelce na maloměstě v Connecticutu a jejím sexuálním probuzení a osamostatnění v polovině třicátých let. Film byl nominován na čtyři Oscary (nejlepší film, nejlepší adaptovaný scénář, nejlepší herečka Woodwardová a nejlepší herečka ve vedlejší roli Parsonsová) a získal dva Zlaté glóby: za nejlepší režii a nejlepší herečku (drama).

## Děj
Rachel Cameron, 35letá, plachá učitelka, žije se svou ovdovělou matkou v bytě nad pohřebním ústavem v malém městě v Connecticutu. S blížícími se letními prázdninami očekává další nudné léto. Její nejlepší přítelkyně, učitelka Calla, ji přemluví k účasti na náboženském shromáždění, kde ji kazatel vyzve, aby se otevřela lásce Ježíše. Rachel prožije silný emoční výbuch a cítí se ponížená. Calla ji utěšuje a náhle ji vášnivě políbí. Rachel šokovaně uteče a začne se Calle vyhýbat.
Do města přijíždí Nick Kazlik, její bývalý spolužák, který nyní učí v Bronxu. Rachel si vybaví vzpomínku na dětství, kdy s Nickem mluvila krátce poté, co do pohřebního ústavu přivezli tělo jeho mrtvého dvojčete. Po letech na ni Nick udělá nevhodný návrh, který odmítne, ale po incidentu s Callou nakonec podlehne jeho šarmu a zažije svůj první sexuální vztah. Splete si touhu s láskou a začne plánovat společnou budoucnost. Nick ji však jemně odmítá a ukazuje jí fotku chlapce, který vypadá jako on. Rachel se domnívá, že je to jeho syn, ale po telefonátu s jeho matkou zjistí, že Nick nikdy nebyl ženatý – chlapec na fotce byl jeho zesnulý bratr, jehož ztrátu nikdy zcela nepřekonal.
Když si Rachel myslí, že je těhotná, rozhodne se opustit město a dítě vychovat sama. S Callinou pomocí si najde učitelskou práci v Oregonu. Než léto skončí, zjistí, že její příznaky byly způsobeny nezhoubnou cystou, nikoli těhotenstvím. Po operaci řekne matce, že se stěhuje k sestře do Oregonu, a nabídne jí, aby šla s ní. Matka nakonec souhlasí.
Rachel odjíždí s novou nadějí, uvědomuje si, že má možnosti, že dokáže prožívat lásku i tělesnou rozkoš a že se může aktivně chopit života místo čekání, až si ji najde sám. Cestou si představuje, jak kráčí po pláži a drží za ruku malé dítě.